# Wolodymyr Holubnytschyj
Wolodymyr Stepanowytsch Holubnytschyj (ukrainisch Володимир Степанович Голубничий, engl. Transkription Volodymyr Holubnychyy; auch russisch Владимир Степанович Голубничий Wladimir Stepanowitsch Golubnitschi – Vladimir Golubnichiy; * 2. Juni 1936 in Sumy, Ukrainische SSR; † 16. August 2021 ebenda) war ein sowjetischer Geher, der 1960 und 1968 Olympiasieger wurde.

## Werdegang
Holubnytschyj war in der Leichtathletikdisziplin 20-km-Gehen ein absoluter Ausnahmeathlet, der an fünf aufeinander folgenden Olympischen Spielen teilnahm. Bei den Europameisterschaften erreichte er 1962 in Belgrad Bronze, 1966 in Budapest Silber und 1974 in Rom Gold.
Bei seinen ersten Olympischen Spielen 1960 in Rom gewann er auf Anhieb die Goldmedaille vor dem Australier Noel Freeman und dem Briten Stan Vickers. Während der folgenden Olympischen Spiele 1964 in Tokio gewann er Bronze hinter dem Briten Ken Matthews und dem Deutschen Dieter Lindner aus der DDR. Trotz der Höhenluft wieder in Topform bei den Olympischen Spielen 1968 in Mexiko-Stadt gelang ihm die Wiederholung seines Sieges von 1960, dieses Mal vor dem Mexikaner José Pedraza und dem ebenfalls für die Sowjetunion startenden Nikolai Smaga. 
Bei den Olympischen Spielen 1972 in München holte er sich die Silbermedaille, zwischen den beiden DDR-Gehern Peter Frenkel und Hans-Georg Reimann. 16 Jahre nach seinem ersten olympischen Start wurde er bei den Spielen 1976 in Montreal Siebter.
Er erhielt 1960 den sowjetischen Orden des Roten Banners der Arbeit und 1969 das Ehrenzeichen der Sowjetunion. 2012 wurde Holubnytschyj in die IAAF Hall of Fame aufgenommen.

## Persönliche Bestleistungen
- 20.000-Meter-Gehen: 1:27:05,0h (Simferopol, 23. September 1958)
- 20-km-Gehen: 1:26:56 h (München, 31. August 1972)